# 过一硫酸
过氧一硫酸，也称为过氧硫酸、过硫酸，化学式H2SO5，无色固体，熔点45°C。这种酸中硫的氧化态为VI，可以表示为HO-O-S(O)2-OH。虽然已经制得了过一硫酸的苯甲酰衍生物，但过一硫酸却是一个一元酸。过一硫酸有强烈的氧化性：
{\displaystyle {\rm {HSO_{5}^{-}+H^{+}+2e^{-}\rightleftharpoons SO_{4}^{2-}+H_{2}O\,}}} ； {\displaystyle {\rm {\ E^{o}=1.776V}}}
过一硫酸的盐类都是不稳定的，迄今为止只得到了过一硫酸钾（常称为过一硫酸氢钾复合盐，KHSO5，用作氧化剂），其中主要的杂质为硫酸钾和硫酸氢钾。
“过氧硫酸”或“过硫酸”有时也指过二硫酸（H2S2O8）。过二硫酸可以表示为HO-S(O)2-O-O-S(O)2-OH。

## 历史
H2SO5最初由海因里希·卡罗于1898年制得，故也称“卡罗酸”（Caro's acid）。

## 生产
实验室制法：混合充分冷却的氯磺酸和计量的无水过氧化氢：
H2O2 + ClSO2OH   ⇌  H2SO5  + HCl
大规模生产可以用 >85% 硫酸和 >50% 过氧化氢的反应来制取过一硫酸：
H2O2 + H2SO4 ⇌  H2SO5 + H2O
过二硫酸部分水解或用三氧化硫处理无水过氧化氢也可以得到过一硫酸。

## 用途
过氧一硫酸被用于消毒。比如游泳池水或假牙的消毒。过氧一硫酸的碱金属盐被用于去木质素。
过氧一硫酸的铵盐、钠盐、钾盐被用于塑料工业中的聚合引发剂、刻蚀剂、土壤调节剂，以及用于对油进行脱色、除味处理。
过一硫酸钾被广泛用来做氧化剂。

## 危害
就像所有的强氧化剂一样，过氧一硫酸应远离有机物（如醚、酮）储存，因为过氧一硫酸可以使这些物质过氧化，生成极不稳定易爆炸的过氧丙酮。